# مرثا
مرثا (بالعبرية: מַרְתָּא)، هي أخت لعازر و‌مريم الذين من بيت عنيا، وكانت مرثا شغولة بخدمة المسيح، وهي التي قال لها المسيح: «أنا هو القيامة والحياة»، مثيرًا اعترافها بالإيمان: «أنا أؤمن أنك أنت المسيح ابن الله».

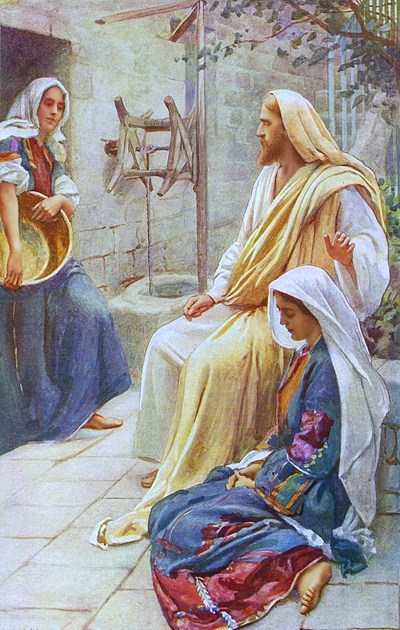
مرثا على اليسار، يسوع في بيت مريم ومرثا، لـ هارولد كوببينغ

وتُعتَبَر القديسة مرثا شفيعة المهتمين بخدمة المحتاجين، وتُعيِّد لها الكنيسة الغربية في التاسع والعشرين من شهر يوليو.

## معنى الاسم
مؤنث كلمة أرامية معناها «ربة» أو«سيدة مجتمع» أو«ليدي» وكانت أخت لعازر ومريم ويظن أنها أكبر الثلاثة لأنها تذكر دائماً قبل أختها ويظن أنها كانت تدبر أشغال البيت. وكانت ذات حركة أكثر من أختها غير أنها لم تركز أفكارها على الشيء الوحيد اللازم مثل مريم ومع ذلك كانت أمينة، وقد أحبها المسيح (يو 11: 5). وكانت دوماً توجه أفكارها إلى الأمور الروحية والإيمان بمخلصها (يو 11: 21- 32).

## التقاليد الكاثوليكية
في التقليد الكاثوليكي الروماني، تساوت مريم أخت مرثا مع مريم المجدلية. لذا، يفترض حصول على معلومات إضافية عن مارثا كذلك:
اوضح القديس يوحنا أن مريم ومرثا ولعازر يعيشون في بيت عنيا، ولكن القديس لوقا ويبدو أنها تعني أن كانوا، على الأقل في وقت واحد، يعيشون في الجليل، وأنه لا يذكر اسم مدينة نفسها، ولكن انه قد يكون المجدل، وبالتالي نفترض مربم من بيت عنيا ومريم المجدلية أن يكون الشخص نفسه، فهم اسم عام غير علم "المجدلية". على حد قول القديس يوحنا (11:01) ويبدو أن ينطوي على تغيير مكان الإقامة لجميع أفراد الأسرة. فمن الممكن، أيضا، الشبه بين صور مارثا التي قدمها لوقا ويوحنا لافت للنظر جدا. وعلاقه المحبة بين السيدالسيح وهده العائلة المتواضعة الذي يصوره القديس لوقا بشبه ما زكره القديس يوحنا " سانت جون" عندما يخبرنا أن "يسوع يحب مرثا ومريم أختها ولعازر" (11:5). مرة أخرى صورة القلق مارتا (يوحنا 11:20-21، 39) يتفق مع صورة لها الذي كان "مشغول عن تخدم كثيرا" (لوقا 10:40)؛ ذلك أيضا في إنجيل يوحنا 0:02 : "جعلوا له خدم ومارثا ": العشاء هناك. ولكن قد أعطى القديس يوحنا لنا لمحة اوضح عن لوقا، وتعميق في شخصيتها عندما يصور إيمانها المتنامي بالمسيح (11:20- 27)، والإيمان الذي كان مناسبة لعبارة: "أنا هو القيامة والحياة ". وقد أشار الإنجيلي الجميلة التغيير الذي جاء أكثر من مارثا بعد تلك مقابلة: "عندما قال هذه الأشياء، وذهبت ودعت مريم أختها سرا، قائلة: السيد أتيي، ودعا إلى